# Rodolfo Stavenhagen
Rodolfo Stavenhagen (Mexico-Stad, 1932 – Cuernavaca, 5 november 2016) was een Mexicaans socioloog. Sinds 2001 was hij speciaal rapporteur voor inheemse volkeren bij de Verenigde Naties.

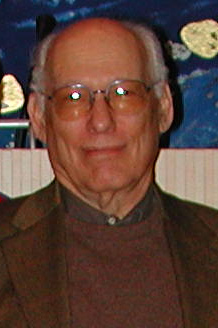
Rodolfo Stavenhagen

Stavenhagen stamt uit een familie van Duits-Joodse afkomst. Hij studeerde sociale antropologie aan de Nationale School voor Antropologie en Geschiedenis (ENAH) en sociologie aan de Sorbonne. Sinds 1965 was hij hoogleraar en onderzoeker aan het College van Mexico (Colmex), waarbij hij zich vooral bezighield met etnische problemen in Latijns-Amerika. Van 1979 tot 1981 was hij adjunct-directeur voor sociale wetenschappen binnen de UNESCO. In 2001 werd hij aangewezen als speciaal rapporteur middels resolutie 2001/57.
Hij overleed op 84-jarige leeftijd.